# Červené buky v Českém Těšíně
Červené buky v Českém Těšíně jsou památnou skupinou buků lesních (červených) (Fagus Silvatica L.) rostoucí v parčíku ve Smetanově ulici v centru města Český Těšín nedaleko česko-polské státní hranice v okrese Karviná. Geograficky se nachází na levém břehu řeky Olše v pohoří Podbeskydská pahorkatina na Těšínsku v Horním Slezsku v Moravskoslezském kraji.

## Historie a popis stromu
Podle údajů z roku 1992:
| Počet:                        | 2                                           |
| Obvod kmene ve výčetní výšce: | ? m                                         |
| Výška stromu:                 | ? m                                         |
| Ochranné pásmo:               | vyhlášené dle zákona - kruh o poloměru 12 m |
| Datum prvního vyhlášení:      | 24. srpna1992                               |

## Další informace
Místo je celoročně volně přístupné. Společně s blízkou Tureckou lískou v Českém Těšíně patří mezi nejdéle chráněné památné stromy Českého Těšína.

## Galerie

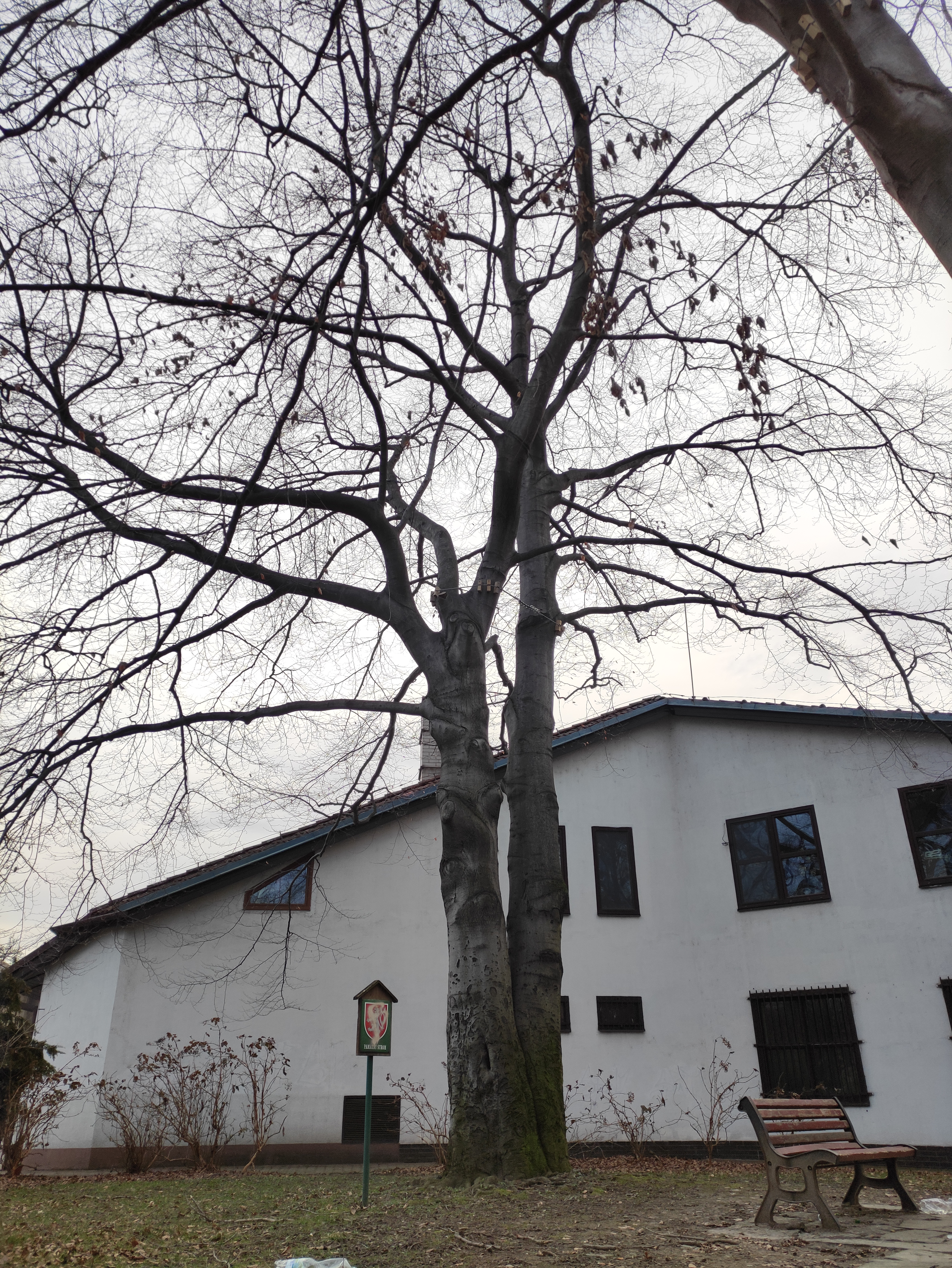
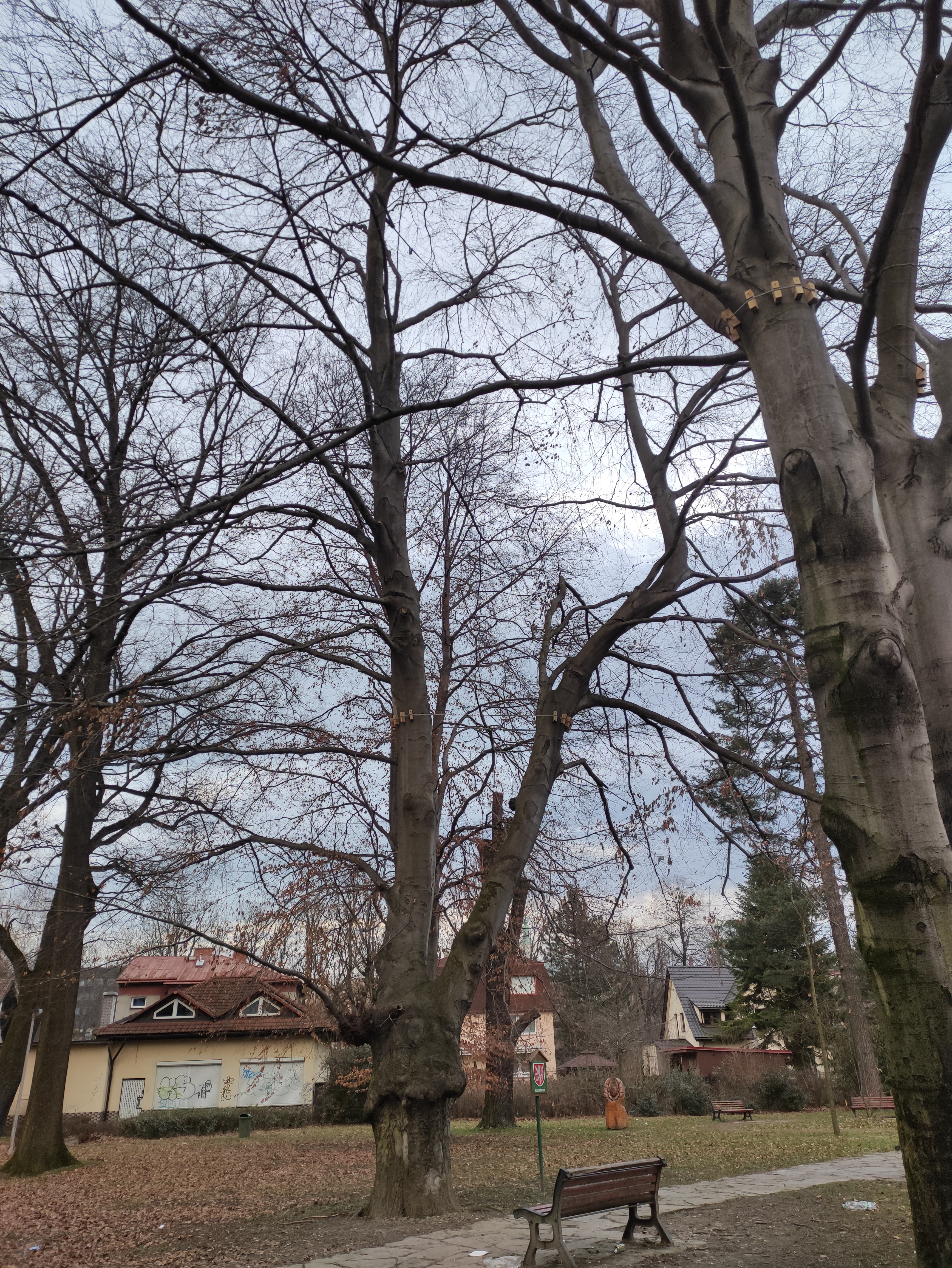
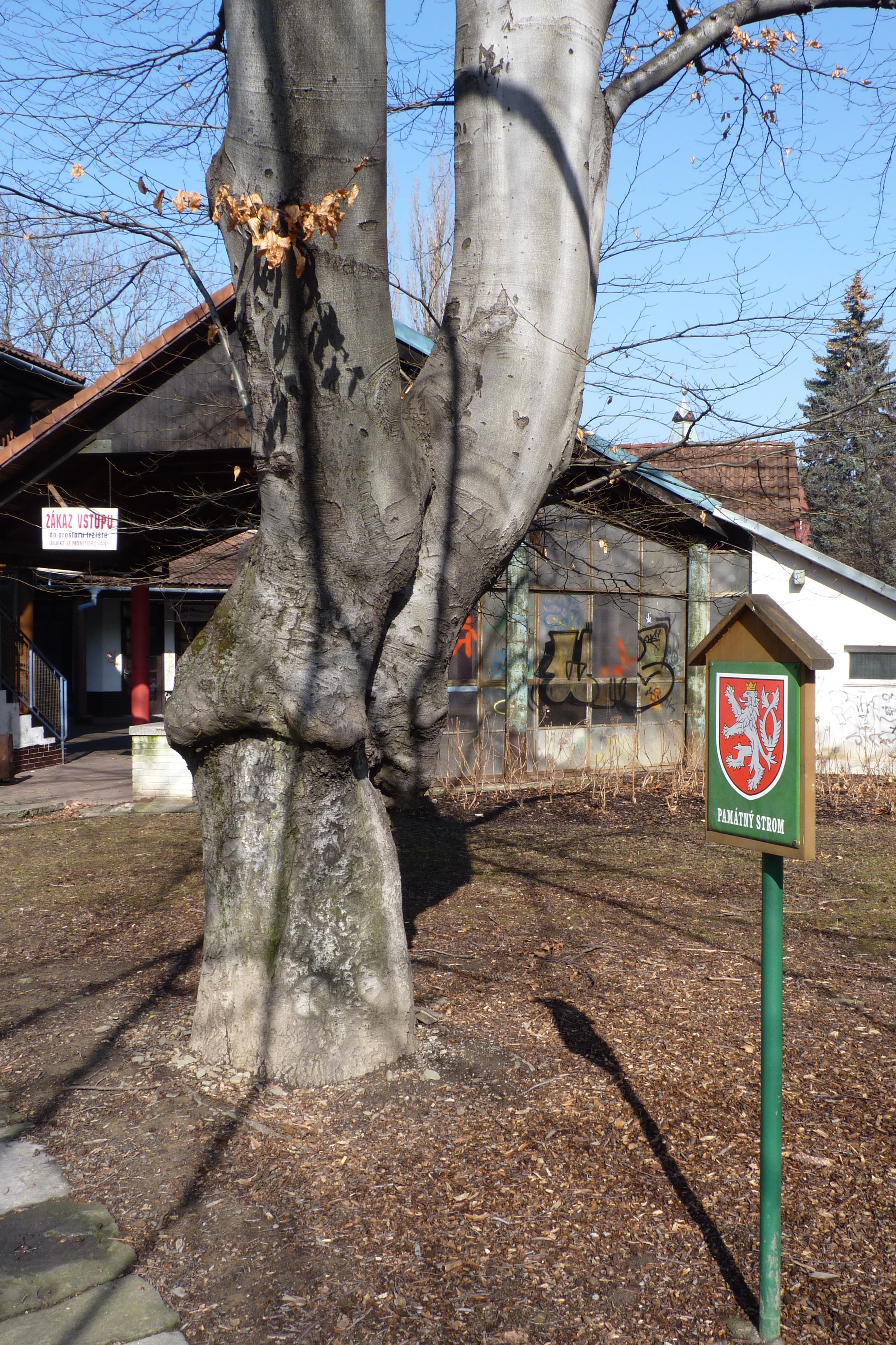
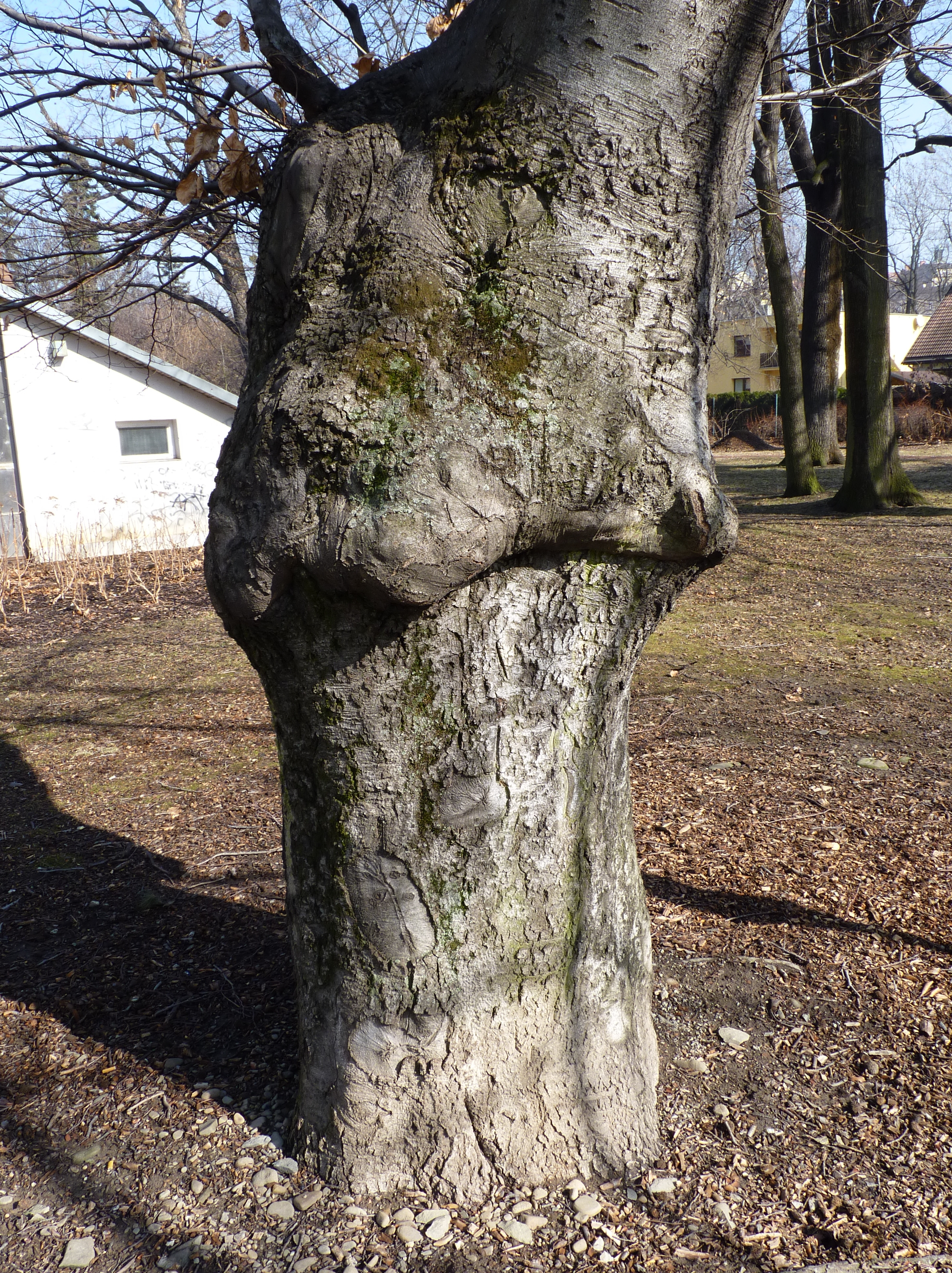